# Mockingbird Don't Sing
Mockingbird Don't Sing is een Amerikaanse, onafhankelijke film uit 2001 van Harry Bromley Davenport. De film is gebaseerd op het waargebeurd verhaal van Genie, een modern wolfskind. De film vertelt het verhaal vanuit het oogpunt van Dr Susan Curtiss (wier fictieve naam Sandra Tannen is), een professor in de taalkunde aan de Universiteit van Californië, Los Angeles. Hoewel de film gebaseerd is op een waargebeurd verhaal zijn alle namen fictief om juridische redenen. De naam Genie is gewijzigd in Katie

## Verhaal
Katie was opgesloten in een kamer toen ze anderhalf jaar was. Ze wordt vastgebonden op een kinderstoeltje en leeft ver weg van de buitenwereld. Ze leert niet praten, lezen of schrijven en wordt geslagen als ze te veel lawaai maakt door haar vader. Op een dag in 1970, wanneer ze dertien is, helpt haar moeder en zoon Katie naar het ziekenhuis van Los Angeles en komt onder toezicht te staan van kindertherapeute Judy Bingham en studente psychologie Sandra Tannen. Tannen steekt al haar energie en tijd in Katie om haar te leren spreken. De twee krijgen een band. Maar Louise, de moeder van Katie wil haar kind terug. Katie wordt het spel van een juridische procedure slag en komt terecht in verschillende pleeggezinnen die niet met haar overweg kunnen.

## Rolverdeling
| Acteur         | Personage         | Opmerkingen          |
| -------------- | ----------------- | -------------------- |
| Tarra Steele   | Katie Standon     | Genie                |
| Melissa Errico | Sandra Tannen     | Susan Curtiss        |
| Kim Darby      | Louise Standon    | Irene, Genies moeder |
| Joe Regalbuto  | Dr. Norman Glazer | David Rigler         |
| Sean Young     | Dr. Judy Bingham  | Jean Butler          |
| Michael Lerner | Dr. Stan York     | James Kent           |
| Laurie O'Brien | Beverly Glazer    | Marilyn Rigler       |
| Jack Betts     | Wes Standon       | Clark, Genies vader  |
| John Valdetero | Wayne Lacy        | Jay Shurley          |
| Michael Azria  | Billy Standon     | John, Genies broer   |
| Rachel Grate   | Jill              | Genies pleegzus      |
| Billy Maddox   | sociaal werker    |                      |